# Skript (film)

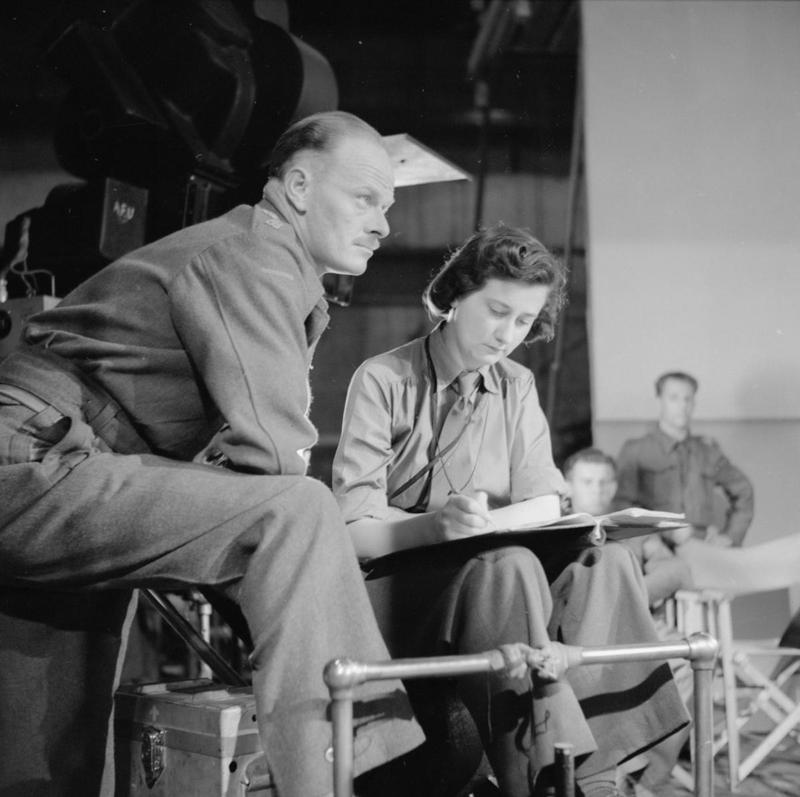
Režisér a skriptka

Skript (též familiérněji nazýváno skriptka, neboť tuto práci často vykonávají ženy) je ve filmové a televizní tvorbě profese spadající do dílčího štábu režiséra. Též se tak označuje člověk, který tuto profesi vykonává.
Skript(ka) se účastní tvorby od prvního dne přípravných prací až do okamžiku schválení díla v jeho konečné podobě.
V případě filmové a televizní tvorby se skript(ka) stará o konzistenci všech na sebe navazujících záběrů, kontinuitu filmového vyprávění, snaží se eliminovat potenciální chyby ve všech uvažovaných detailech (kostýmy, rekvizity aj.), všímá si návaznosti všech elementů v po sobě jdoucích záběrech, kontroluje text postav atd. Aby bylo například možné zachovávat konzistenci na sobě navazujících záběrů, vše podstatné zapisuje.